# Volodymyr Tchekhivsky
 (octobre 2016).
Si vous disposez d'ouvrages ou d'articles de référence ou si vous connaissez des sites web de qualité traitant du thème abordé ici, merci de compléter l'article en donnant les références utiles à sa vérifiabilité et en les liant à la section « Notes et références ».

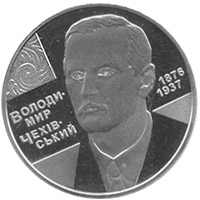
Pièce à l'effigie de Volodymyr Tchekhivsky.

Volodymyr Tchekhivsky (en ukrainien : Володимир Чехівськи) né le 19 juillet 1876 à Horokhouvatka et exécuté le 3 novembre 1937 sur les îles Solovki, est un homme d'État ukrainien. Il occupa un rôle important au sein du Parti ouvrier social-démocrate ukrainien, fut premier ministre au sein du Directoire d'Ukraine de la République populaire ukrainienne.

## Biographie
Volodymyr Tchekhivsky est diplômé de l'Académie de théologique de Kiev en 1900. De 1901 à 1905, il travaille comme inspecteur adjoint du séminaire théologique de Kamianets-Podilskyï. En 1906, il est élu au sein de la première Douma d'État russe. Après un an d'exil, il vit et enseigne à Odessa (1907-1918). Il est alors actif au sein de l'organisation hromada. En 1917, il devient le rédacteur en chef du Ukraïns'ke Slovo à Odessa. Il est membre du Comité central du Parti ouvrier social-démocrate ukrainien et de la Rada centrale. En 1918, il est le président du comité militaire révolutionnaire ukrainien, qui planifie le renversement de l'hetman Pavlo Skoropadsky.
Du 26 décembre 1918 au 11 février 1919, il occupe le poste de premier ministre de la république populaire ukrainienne et sert également comme ministre des Affaires étrangères. En mars 1919, il est l'un des fondateurs du Comité pour la Défense de la République à Kamianets-Podilskyï. Il est aussi une figure éminente de l'Église orthodoxe ukrainienne autocéphale. C'est sous sa direction que le gouvernement de la République populaire ukrainienne adopte la loi sur le statut autocéphale de l'Église orthodoxe du pays le 1er janvier 1919.
Il est professeur à l'université de Kamianets-Podilskyï de 1919 à 1920, membre de l'Institut de l'éducation à Vinnytsia de 1920 à 1921 et de l'Institut médical de Kiev de 1921 à 1922. En 1921, il devient également président de la Commission idéologique de l'Église. Volodymyr Tchekhivsky est l'auteur d'articles historiques dans le journal Ukraïna (1914-1930). Il écrit également des articles théologiques notamment dans Tserkva i zhyttia. Volodymyr Tchekhivsky est arrêté le 29 juillet 1929 dans le cadre du procès du Centre national ukrainien, une organisation qui n'a en fait jamais existé. Le 19 avril 1930, il est condamné à être fusillé. La peine est commuée à 10 ans d'isolement. Il les passe dans les prisons politiques de Kharkiv et de Iaroslavl. En 1933, il est transféré à la prison située sur les îles Solovki, où il est exécuté par décision du tribunal du NKVD de Leningrad.